# Robert Moffat Palmer
Robert Moffat Palmer (* 2. Juni 1915 in Syracuse/New York; † 3. Juli 2010 in Ithaca/New York) war ein US-amerikanischer Komponist und Musikpädagoge.

## Leben
Palmer studierte Klavier, Violine und Musiktheorie und an der Eastman School of Music Komposition bei Howard Hanson und Bernard Rogers. Er besuchte 1935 und 1936 Sommerkurse von Quincy Porter und 1937 von Roy Harris und nahm 1940 an der Klasse von Aaron Copland in Tanglewood teil.  Von 1940 bis 1943 unterrichtete er Musiktheorie, Komposition und Klavier an der University of Kansas, danach war er bis zu seiner Emeritierung 1980 Professor an der Cornell University, wo er das Doctor of Musical Arts Program in Composition initiierte. Zu seinen Schülern zählen Christopher Rouse, Paul Chihara, Bernhard Heiden, Brian Israel, Ben Johnston, David Conte, John S. Hilliard, Leonard Lehrman, Daniel Dorff, Jerry Amaldev und Jack Gallagher.
In seinem Artikel The New 'School' of American Composers in der New York Times nannte Aaron Copland Palmer als einen der sieben besten Komponisten der neuen Generation neben Leonard Bernstein, Harold Shapero, Alexei Hajew, John Cage, Lukas Foss und William Bergsma. Er komponierte mehr als neunzig Werke, von Violin- und Klaviersonaten und andere kammermusikalische Werke bis zu Sinfonien für großes Orchester. Sein Quintett für Klarinette, Klavier und Streicher gilt als bedeutendes Werk der amerikanischen Kammermusik.

## Werke
- Second Piano Sonata, 1942, 1948 (aufgenommen von John Kirkpatrick)
- Toccata Ostinato (1945) (William Kapell gewidmet)
- Piano Quartet, 1947
- Abraham Lincoln Walks at Midnight, 1948
- Chamber Concerto No. 1, 1949
- Quintet for Clarinet, Piano, and Strings, 1952
- Portents of Aquarius, 1975